# Angel Dschorow
Angel Dschorow (bulgarisch Ангел Джоров; * 5. September 2001 in Sofia) ist ein bulgarischer Eishockeyspieler, der seit 2015 beim HK ZSKA Sofia spielt und seit 2017 in der bulgarischen Eishockeyliga auf dem Eis steht. 

## Karriere
Angel Dschorow begann seine Karriere als Eishockeyspieler in der Nachwuchsabteilung des HK Slawia Sofia in seiner Heimatstadt. Von 2015 bis 2019 spielte er für den Lokalrivalen HK ZSKA Sofia in den bulgarischen Juniorenligen. Seit 2017 steht er auch in der bulgarischen Eishockeyliga auf dem Eis.

### International
Im Juniorenbereich spielte Dschorow für Bulgarien bei den U18-Weltmeisterschaften 2017, 2018 und 2019 sowie den U20-Weltmeisterschaften 2018, 2019 und 2020 jeweils in der Division III.
Mit der bulgarischen Herren-Nationalmannschaft nahm Dschorow erstmals an der Weltmeisterschaft der Division III 2019, als der Aufstieg in die Division II gelang, teil.

## Erfolge und Auszeichnungen
- 2019 Aufstieg in die Division II, Gruppe B, bei der U18-Weltmeisterschaft der Division III, Gruppe A
- 2019 Aufstieg in die Division II, Gruppe B, bei der Weltmeisterschaft der Division III